# 福元路大橋
福元路大橋（ふくげんろだいきょう）は、中華人民共和国湖南省長沙市にある橋。福元路大橋は岳麓区と開福区を結んでいる。長さ3.575キロメートル、幅38.5メートル。

## 沿革
2010年9月27日着工。
2012年5月18日に本橋合流プロジェクトが完成し、全線開通。
2012年11月20日開通。